# ورزشگاه خلیج فارس
ورزشگاه خلیج‌فارس ورزشگاهی چندمنظوره در شهر بندرعباس مرکز استان هرمزگان است.
این ورزشگاه با گنجایش ۲۰٬۰۰۰ نفر، زمین چمن طبیعی به طول ۱۱۰ متر و عرض ۷۰ متر دارد و و دارای مدرک c آسیایی است.
درحال حاضر دو زمین تنیس خاکی، سالن اسکواش، سالن بدن‌سازی، ژیمناستیک، تکواندو، سالن دارت (خانه دارت) در این مجموعه ورزشی راه‌اندازی شده و قرار است پیست اسب‌سواری نیز بزودی ساخته شود.

## تاریخچه
این ورزشگاه ۱۸ آبان ۱۳۸۹ با حضور علی سعیدلو رئیس سازمان تربیت بدنی، علی کفاشیان رئیس فدراسیون فوتبال و حسین هاشمی تختی استاندار هرمزگان به بهره‌برداری رسید.
برنامه ساخت این ورزشگاه در سفر آیت‌الله خامنه‌ای در سال ۱۳۷۶ به بندرعباس مصوب شد اما ۱۴سال طول کشید تا ساخته شد.